# Leopoldo Hernández Partida
Leopoldo Hernández Partida (Guadalajara, Jalisco, 26 de agosto de 1908-Guadalajara, 16 de octubre de 2004) fue un político mexicano, miembro del Partido Revolucionario Institucional (PRI). Fue en tres ocasiones diputado federal.

## Biografía
Realizó los estudios de primaria y secundaria en Guadalajara, y se luego se trasladó a la Ciudad de México a la Escuela Nacional Preparatoria; de 1928 a 1932 estudió en la Escuela Nacional de Jurisprudencia de la Universidad Nacional Autónoma de México (UNAM) de donde egresó como licenciado en Derecho.
Como estudiante, apoyó la reelección de Álvaro Obregón en las elecciones de 1928. En 1930 fue miembro fundador de la Federación de Obreros y Campesinos de Hidalgo, y en 1933 de la Confederación Campesina Mexicana; en 1930 fue director de la publicación Revolución del Partido Nacional Revolucionario (PNR) —que posteriormente se transformó en el Partido de la Revolución Mexicana (PRM) y luego en el PRI—, partido al que se unió formalmente en 1932.
De 1935 a 1936 fue secretario en el 1er. Distrito Judicial en materia administrativa en el Distrito Federal, de 1936 a 1937 fue secretario particular del jefe del Departamento de Asuntos Indígenas Luis Chávez Orozco, y de 1937 a 1938 se desempeñó como Procurador General de Justicia del Estado de Hidalgo por nombramiento del gobernador Javier Rojo Gómez. De 1938 a 1940 fue secretario de Acción Popular del comité nacional del PRM siendo sus presidentes Luis I. Rodríguez y Heriberto Jara; en el mismo 1938 participó en la fundación de la Confederación Nacional Campesina (CNC) y fue secretario particular de su dirigente, Graciano Sánchez.
En 1940 el presidente Manuel Avila Camacho nombró jefe del Departamento del Distrito Federal a Rojo Gómez, que designó entonces a Leopoldo Hernández Partida como su secretario particular. En 1943 fue postulado candidato del PRM a diputado federal por el Distrito 12 del Distrito Federal, siendo elegido a la XXXIX Legislatura de dicho año al de 1946. Como muchos de los simpatizantes de Rojo Gómez, permaneció fuera de cargos públicos durante el gobierno de Miguel Alemán Valdés, pero de 1953 a 1959 fue delegado del Instituto Mexicano del Seguro Social (IMSS) en Jalisco por nombramiento del presidente Adolfo Ruiz Cortines.
En 1961 volvió a ser miembro de comité nacional de la CNC y en 1962 al ser Javier Rojo Gómez nombrado secretario general de la central campesina, fue su secretario particular hasta 1963. En 1964 fue secretario de Acción Agraria del comité nacional del PRI presidido por Carlos Alberto Madrazo Becerra y dirigente interino del PRI en el Distrito Federal, y luego, de 1965 a 1966, delegado general del comité nacional del partido en Jalisco. En 1967 fue postulado y elegido por segunda ocasión diputado federal, representando al Distrito 5 de Jalisco en la XLVII que tuvo término en 1970. En ella fue integrante de las comisiones de Asuntos Indígenas; y, de Moneda e Instituciones de Crédito. En 1970 fue delegado del PRI en Quintana Roo, donde Rojo Gómez se desempeñaba como gobernador del entonces territorio federal.
De 1974 a 1976 fue director general del Banco Nacional de Crédito Agrícola, y en 1982 fue secretario particular del director general del Instituto Nacional Indigenista (INI), Ignacio Ovalle Fernández, dejó el cargo para ser por tercera ocasión diputado federal, siendo elegido nuevamente por el Distrito 5 de Jalisco a la LII Legislatura que culminó en el año de 1985.